# Тецуо Миура
Тецуо Миура (на японски: 三浦 哲郎, Miura Tetsuo) е японски журналист и писател на произведения в жанра драма, исторически роман и детска литература.

## Биография и творчество
Тецуо Миура е роден на 16 март 1931 г. в Хачинохе, префектура Аомори, Япония, в семейство на търговец на кимона. Най-малкият е от шестте деца. Когато е 6-годишен се самоубива най-голямата му сестра, тъй като не успява на приемен изпит за висше образование. На следващата година се самоубива най-големия му брат. След като завършва средното си образование през 1949 г. започва да учи икономика в Университета Васеда. На следващата година вторият му по-голям брат, който финансира обучението му, също изчезва безследно, и той трябва да напусне университета. За да се издържа, работи като учител по физкултура и английски език в местното средно училище. Заедно с работата си започва да пише първите си литературни експерименти
През 1953 г. семейството се премества в съседния град Ихинохе и той отново започва да учи в Университета Васеда, но в областта на френската литература. Със свои състуденти основава литературно списание. Работата му в списанието и публикациите му носят признанието на писателя Масуджи Ибусе. През 1955 г. получава наградата на списание „Доуджин“ на издателство „Шинчоша“ за разказа „十五歳の周圍, Jū go-sai no shūi“.
През 1956 г. се жени за Токуко Ебисава, с която имат три дъщери. След дипломирането си семейството му живее бедно, и той работи на временни места, докато през 1960 г. започва работа в PR агенция.
Също през 1960 г. е издадена новелата му „Реката на търпението“, която през 1961 г. е удостоена с престижната награда „Акутагава“. През 1972 г. произведението е екранизирано от режисьора Кий Кумай с Комаки с участието на Курихара и Го Като.
След този успех в следващите години започна неуморно да публикува. За книгата си за деца „ユタとふしぎな仲間たち, Yuta to fushigina nakamatachi“ (Юта и неговите чудесни приятели) от 1971 г. е отличен от литературната критика. През 1977 г. творбата му е представена като театрален мюзикъл.
През 1976 г. за сборника си „拳銃と十五の短篇, Kenjū to jūgo no tanpen“ (Пистолет и 15 разказа) е удостоен с литературната награда „Нома“.
През 1982 г. е публикуван историческия му роман „少年讃歌, Shōnen sanka“ (Песен за младите мъже). В него описва историческо събитие, станало през 16 век. По настояване на италианския йезуит Алесандро Валиняно, работил в Япония, делегация от четирима младежи беше изпратена в Рим в периода 1582 – 1590 г. извършвайки дълго пйтуване Делегацията се завръща в Япония с печатарска машина Гутенберг.
Историческите му произведения се основават на реални събития в миналото. Романът му „草紙, Orō-oro sōshi“ (Дневник на отчаянието), считан за един от шедьоврите му, е съставен под формата на тетрадка, съхранявана от млад самурай, борещ се за оцеляване на страшния глад на Тенмей от 1780-те години.
В автобиографичната си книга „白夜を旅する人々, Hakuya o tabisuru hitobito“ (Хората, пътуващи сред полунощното слънце) от 1984 г. описва ранния си живот и смъртта на братята и сестрите си. За нея е отличен с наградата „Осараги Джиро“.
В допълнение към литературното си творчество той е член на Комитета за подбор за наградата „Акутагава“ в периода 1984 – 2003 г., а от 1988 г. е член на Японската академия на изкуствата.
Автор е на множество кратки истории, за някои от които – „じねんじょ, Ji nenji ~yo“ и „みのむし, Mi no mushi“ получава наградата „Кавабата“.
През 2001 г. получава инсулт, който парализира дясната му ръка, но продължава да пише.
Тецуо Миура умира от инфаркт на 29 август 2010 г. в Токио.
Обявен е за почетен гражданин на родния си град Хачинохе.

## Произведения
частична библиография
- 十五歳の周圍, Jū go-sai no shūi (1955)
- 忍ぶ川, Shinobugawa (1960) – награда „Акутагава“
“Реката на търпението“ в „Танцьорката от Идзу“, изд.: „Народна младеж“, София (1983), прев. Добринка Добринова
- 拳銃と十五の短篇, Kenjū to jūgo no tanpen (1975/76)
- 接吻, Seppun (1978)
- 赤い衣装, Akai ishō (1978)
- 少年讃歌, Shōnen sanka (1982)
- おろおろ草紙, Orō-oro sōshi (1982)
- 白夜を旅する人々, Hakuya o tabisuru hitobito (1984)
- おふくろの夜回り, Ofukuro no Yomawari (2010)

издадени на български
- ”Зимни блуждаещи огньове” в „Танцьорката от Идзу“, изд.: „Народна младеж“, София (1983), прев. Дора Барова

### Екранизации
- 1972 Shinobugawa
- 2012 Bungô: Sasayaka na yokubô